# Lunoj byl polon sad
Lunoj byl polon sad (Луной был полон сад) è un film del 2000 diretto da Vitalij Vjačeslavovič Mel'nikov.

## Trama
Il film racconta di una coppia di anziani. Scrive memorie del campo e lei insegna lezioni private. E improvvisamente incontra il suo primo amore.